# Гарсия, Фелипе
Фелипе Гарсия (порт. Felipe Garcia; полное имя — Фелипе Гарсия дос Празерес порт. Felipe Garcia dos Prazeres; 10 января 1988, Сан-Висенти, Бразилия) — бразильский футболист, вратарь клуба «Томбенсе». Экс-игрок юношеской сборной Бразилии.

## Карьера
Фелипе родился в Сан-Висенти, штат Сан-Паулу. Гарсия окончил плодовитую молодежную академию «Сантоса», а в 2006 году был вызван в основной состав, первоначально в качестве третьего вратаря. 6 сентября 2006 года он дебютировал в своей первой команде, начиная карьеру в «Сантосе», с домашней победы со счетом 1:0, в матче против «Крузейро» на Кубке Судамерикана.
Гарсия дебютировал в Серии А четыре дня спустя, сыграв полные 90 минут в матче против «Форталезы» (1:1). 5 октября, в дерби против «Коринтианс», он заменил Фабио Костe на шестой минуте матча, после того как последний получил травму и был ключевым игроком победного матча (3:0).